# Observatorio de Pula
El Observatorio de Pula, el observatorio astronómico más antiguo de la actual Croacia, se estableció en Pula en 1869 como parte del Imperial y Real Instituto Hidrográfico de la Marina (perteneciente a la Armada austrohúngara). Estaba situado en la colina del Monte Zaro. Pula era en ese momento un "puerto de guerra" para el Imperio austrohúngaro.

## Descripción
Johann Palisa (1848-1925) se convirtió en el director del observatorio en 1871 o 1872 y mantuvo ese puesto hasta 1880, cargo que llevaba consigo el grado de comandante. Su principal área de responsabilidad fue el "Servicio de tiempo", es decir, la determinación y el mantenimiento de la hora exacta. Aunque el trabajo del servicio del tiempo era necesario y exigente, es fácil imaginar que para una persona orientada a la investigación no fuera del todo satisfactorio, por lo que Palisa comenzó a observar planetas menores.
En 1874 encontró su primer objetivo y lo nombró en honor del imperio y, de acuerdo con las convenciones vigentes de nombres, lo llamó (136) Austria (Palisa 1874). Durante su permanencia en la Pula, Palisa descubrió un total de 28 objetos, entre ellos los asteroides (142) Polana, (143) Adria y (183) Istria.
En 1883, el croata Ivo Barón de Bojnik Benko (1851 a 1903) se convirtió en director del Observatorio de Pula. Desarrolló un trabajo sistemático en el círculo meridiano y compiló un catálogo de estrellas fundamentales que se completó y publicó después de su muerte.
Cuando Istria quedó bajo administración italiana (1918-1943) los instrumentos astronómicos y la biblioteca fueron trasladados a Trieste. En 1944, durante la Segunda Guerra Mundial, la fuerza aérea anglo-estadounidense destruyó el edificio.
Desde 1979, la "Sociedad Astronómica Amateur de Istria" funciona en el ala noroeste del observatorio, parcialmente reconstruido.
Código IAU: 538